# Pahidermie
Pahidermia este o îngroșare anormală, adesea localizată și permanentă, a pielii prin
hiperplazie fibroasă, cu exagerarea pliurilor sale, întâlnită în malformații (hiperplazie nevică) sau în staza limfatică locală (elefantiazis). Principalele forme sunt pahidermia occipitală girată (cutis verticis gyrata), malformație a pielii în regiunea vertexului constând din îngroșarea tegumentului în formă de burelet răsucit în vârtejuri, și pahidermie plicaturată cu pahiperiostoză a extremităților.